# Fei Fei Sun
Sun Feifei (kinesiska: 孙菲菲), vanligen känd som Fei Fei Sun, född 20 mars 1986 i Weifang, är en kinesisk fotomodell. Hon bor i New York i USA.